# Gelasma waterstradti
Gelasma waterstradti là một loài bướm đêm trong họ Geometridae.